# Unified Parallel C
Unified Parallel C (UPC) — расширение языка программирования Си, предназначенное для high-performance computing на масштабных параллельных компьютерах, в том числе на SMP/NUMA системах с общей памятью (единым адресным пространством) и с распределенной памятью (например, на кластерах). Программисту предоставляется доступ ко всему глобальному разделённому адресному пространству (PGAS), хранимые в нем переменные могут читаться и изменяться любым процессором. При этом каждое значение хранится в физической памяти одного из процессоров. UPC использует модель SPMD (Single Program Multiple Data) в которой степень параллелизма фиксируется при запуске программы, обычно на уровне один поток исполнения на ядро процессора.
Для выражения параллелизма UPC добавляет к ISO C 99 конструкции:
- Явную параллельную модель исполнения
- Общее (разделенное) адресное пространство
- Примитивы синхронизации и модель консистентности памяти
- Примитивы управления памятью

На UPC значительно повлияли три более ранних параллельных расширения ISO C 99: AC, Split-C, и Parallel C Preprocessor (PCP). UPC не является их надмножеством, а скорее попыткой объединить лучшие их стороны. UPC комбинирует удобство программирования в парадигме общей памяти и уровень контроля за распределением данных и производительность парадигмы передачи сообщений.

## Пример
Пример параллельного скалярного умножения
```
#
 
include
 
<upc_relaxed.h>

# define N 1000 * THREADS

shared
 
float
 
A
[
N
],
 
B
[
N
];

shared
 
float
 
MUL
[
N
];

void
 
scalar_mul_a_b
()

{

   
int
 
i
;

   
upc_forall
(
i
 
=
 
0
;
 
i
 
<
 
N
;
 
i
++
;
 
i
)

       
MUL
[
i
]
 
=
 
A
[
i
]
 
*
 
B
[
i
];

}

```